# Forte Schoonenborch

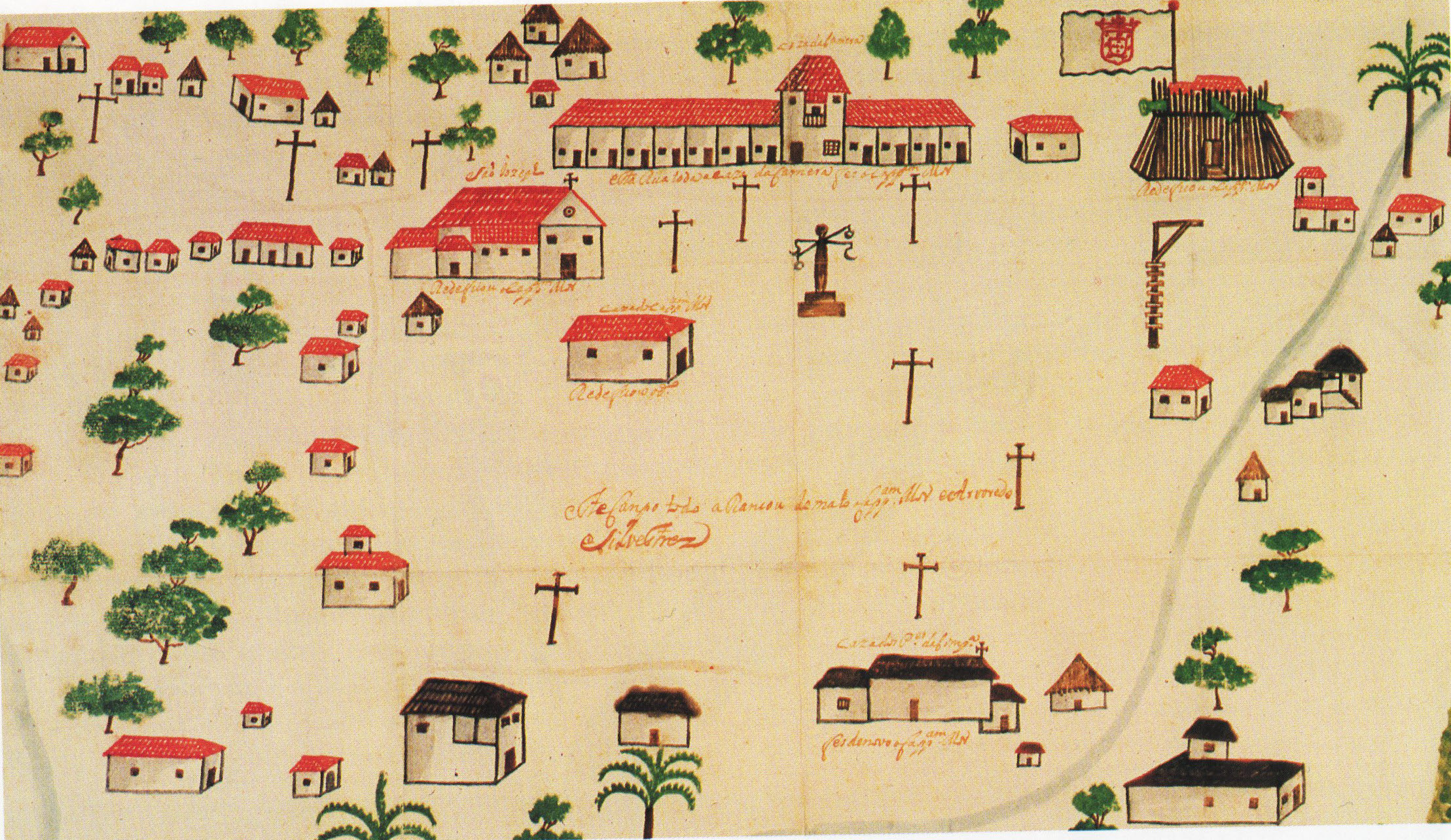
Pormenor da Vila de N. Sra. da Assunção (c. 1730). No canto superior direito, o primitivo forte, em faxina e terra. (Arquivo Histórico Ultramarino, Lisboa).

O Forte Schoonenborch localizava-se à margem esquerda da foz do Riacho Pajeú, sobre o monte Marajaitiba, cidade de Fortaleza, estado brasileiro do Ceará. Foi o embrião da atual capital da Terra da Luz (Ceará).

## História
Dado o abandono do Fortim de São Sebastião, segunda tentativa de fixação dos colonizadores portugueses, uma nova posição defensiva na costa do Ceará foi erguida, por neerlandeses, no contexto dos neerlandeses no Brasil (1630-1654).
Com o intuito de descobrir e explorar minas de prata, cuja existência fora anteriormente sugerida por Martim Soares Moreno, partiu do Recife, a 20 de março de 1649, uma expedição da Companhia Neerlandesa das Índias Ocidentais (WIC), sob o comando de Matias Beck, integrada por indígenas nativos do Ceará.
Tendo chegado ao Ceará a 3 de abril, como primeiro ato desta nova tentativa colonizadora, surgiu a necessidade da construção de um forte, que servisse como abrigo para as tropas, o aparato administrativo e todo o material necessário.
Feito o reconhecimento do local do abandonado Fortim de São Sebastião, na altura da atual Barra do Ceará, concluiu-se que não era o mais adequado à defesa, tendo Beck optado por nova localização, no monte Marajaitiba, à margem esquerda da foz do riacho Marajaitiba (riacho dos Catolé, em tupi-guarani).
Com traçado de autoria do engenheiro inglês Richard Carr, as tropas de Matias Beck limparam o terreno a 9 de abril de 1649, erguendo uma cerca de pau-a-pique do dia 10 ao dia 22 do mesmo mês, deixando por instalar o portão e concluir duas baterias (GARRIDO, 1940:42). Inicialmente de madeira (estacas de carnaúba) e terra, sua planta apresentava a forma de um polígono pentagonal, cercado com parapeito e paliçada (BARRETTO, 1958:89), aproveitando material e artilharia do antigo Fortim de São Sebastião (GARRIDO, 1940:42). Foi batizado como Fort Schoonenborch, em homenagem ao governador neerlandês de Pernambuco, ficando guarnecido por quarenta homens e artilhado com onze peças de ferro (BARRETTO, 1958:89). De pequenas dimensões, Matias Beck determinou posteriormente a sua ampliação e reforço das obras de defesa, de acordo com a planta do mesmo engenheiro Caar, o que foi iniciado a 19 de agosto de 1649 (BARRETTO, 1958:89).
Após a capitulação neerlandesa em Pernambuco, em janeiro de 1654, assumiu o comando deste forte o Capitão-mor Álvaro de Azevedo Barreto, que o rebatizou com o nome de Forte de Nossa Senhora da Assunção, procedendo-lhe reparos e iniciando a construção de uma pequena ermida sob invocação dessa Santa (GARRIDO, 1940:43). O comando do forte foi assumido em 1655 por Domingo de Sá Barbosa. Na ocasião, o governador da Capitania do Maranhão, André Vidal de Negreiros (1606-1680), ao qual se subordinava a Capitania do Ceará, informou à Coroa Portuguesa o estado dessa fortificação, pedindo para reedificá-la. A Carta Régia de 27 de julho de 1656 autorizou a levantar, no lugar deste forte em ruínas, um novo de pedra e cal ou mesmo de madeira de lei, o que não foi executado. Desse modo, apenas foram sendo efetuados pequenos reparos na estrutura de faxina, a cada novo comando, a saber:
- Manoel Carvalho Fialho (1662);
- João Tavares de Almeida (1666);
- Bento Correia de Figueiredo (16??)
- João de Barros Braga (16??)
- Sebastião Sá (1684) (GARRIDO, 1940:43)

O forte foi reedificado em 1698, mas ainda em madeira e com pequenas dimensões.
Uma planta apresentada pelo Sargento-mor Engenheiro Diogo da Silveira Veloso para nova edificação do forte em pedra e cal (1708) não foi aprovada, tendo lugar uma reforma em 1716. O mesmo ocorreu anos mais tarde (1729) quando uma comissão de engenheiros, integrada pelo mesmo Diogo da Silveira Velloso se manifestou contrária à edificação de uma obra de pedra e cal, optando por pequenos reparos a serem feitos, substituindo a carnaubeira por outra madeira mais resistente, procedendo-se a melhorias em 1745 (GARRIDO, 1940:43; BARRETTO, 1958:90).
Em 1749, a praça estava guarnecida por duas companhias (dois capitães, dois alferes, dois artilheiros e duzentos e quarenta soldados), e artilhada com cinco peças de bronze (uma de 8 libras, duas de 5, e duas de 2), e sete peças de ferro (cinco de 10 e duas de 3). No governo de Mountari (1756), iniciou-se a construção de um reduto de madeira e terra apiloada, mais tarde artilhado com doze peças (Reduto da Prainha). Em 1782 as defesas do forte ainda não haviam sido reconstruídas, situação que perdurava ainda em 1790 (BARRETTO, 1958:90-91).
Em comunicação de 29 de outubro de 1799, o governador da Capitania do Ceará, Bernardo de Manoel de Vasconcelos, reclamou do estado de ruína da fortificação, relacionando a sua reduzida guarnição (um comandante, ele próprio, um tenente, um sargento, um furriel, um cabo, um tambor e 22 soldados) e artilharia (uma peça de bronze de calibre 7 libras e sete de ferro, uma de calibre 9 libras, uma de 8, quatro de 6 e uma de 5, todas em mau estado). Deste período, existe planta, tirada pelo Comandante do Corpo de Artilheiros Tenente Francisco Xavier Torres (Planta da Fortaleza da Vila de Nossa Senhora de Assunção e do Reduto de S. Luís na ponta de Mucuripe, c. 1800. Arquivo Histórico Ultramarino, Lisboa) (IRIA, 1966:49). Em 1802 foi erguido um quartel (BARRETTO, 1958:91).
Este forte, à sombra do qual progrediu, no século XVIII, a Vila de São José de Riba-Mar, futura capital com o nome Fortaleza, desmoronou em 1812. Foi sucedido pela Fortaleza de Nossa Senhora da Assunção.